# Egon Lutz
Egon Lutz (* 16. Januar 1934 in Bayreuth; † 5. September 2011 in Oldenburg) war ein deutscher sozialdemokratischer Politiker. Der gelernte Schriftsetzer und Redakteur war von der 7. bis einschließlich der 11. Wahlperiode Mitglied des Deutschen Bundestages. Lutz vertrat den Wahlkreis Nürnberg-Süd.

## Leben
Lutz absolvierte von 1949 bis 1952 eine Schriftsetzerlehre. Anschließend war er von 1952 bis 1956 bei der Münchener Verlagsdruckerei G. J. Manz in seinem Beruf tätig. Er engagierte sich in der IG Druck und Papier, wurde dort Jugendsekretär und danach Chefredakteur. 1961 war Lutz Teil einer Beobachterdelegation westdeutscher Jungjournalisten, die im Auftrag des Deutschen Bundesjugendrings (DBJR) vom Prozess gegen Adolf Eichmann aus Jerusalem berichteten. 1965 wurde er Ressortchef „Innen“ bei den Nürnberger Nachrichten. 1972 gab Egon Lutz diese Aufgabe ab und wurde Mitglied des Bundestages, dem er bis 1990 angehörte.
Der Öffentlichkeit wurde Lutz durch sein Buch Parlaments-Stückchen (1989) bekannt, in dem er Anekdoten aus dem Alltag der Parlamentarier in Bonn sammelte.
Der Ehemann und Vater zweier Töchter starb am 5. September 2011 in Oldenburg.

## Veröffentlichungen
- Die Menschen Israels zur Zeit des Eichmann-Prozesses. In: Gewerkschaftliche Monatshefte (1961) Nr. 9, S. 353–358.
- Blick nach vorn. Industriegewerkschaft Druck und Papier (Hrsg.), Vereinsdruckerei Heilbronn, Stuttgart 1962.
- Aller Anfang ist schwer, aber Lehrlinge sind auch Menschen. Ein Schmunzelbuch für „Stifte“. Rolf Totter (Zeichnungen), Industriegewerkschaft Druck und Papier (Hrsg.), Vereinsdruckerei Heilbronn, Stuttgart 1963.
- (Zusammen mit Werner Mühlbrandt:) Der Zwang zur Sozialpartnerschaft. Luchterhand, Neuwied/Berlin 1969.
- Die Beschäftigungspolitik drückt dem Parteitag den Stempel auf. In: Die Neue Gesellschaft (1977) Nr. 11, S. 895–897.
- Wege und Möglichkeiteneiner aktiven Arbeitsmarktpolitik. Institut für Sozialpolitik und Arbeitsrecht, München 1977.
- Arbeitsförderungsgesetz und Berufliche Bildung. Düsseldorf 1981.
- Parlaments-Stückchen. Bouvier, Bonn 1989. ISBN 3-416-02226-2.